# Manuel Maria Baltazar
Manuel Maria Baltazar (Lourinhã, 20 de novembro de 1927 — Lisboa, 9 de dezembro de 1992) foi um músico, maestro e chefe de banda militar português.

## Biografia
Aos 16 anos veio a integrar a banda da Guarda Nacional Republicana, vindo mais tarde a concorrer à Banda da Marinha Portuguesa onde atingiu o topo da carreira com o posto de Capitão-tenente.
Manteve-se na chefia da Banda da Marinha Portuguesa entre 1976 e 1987. Foi ainda autor de várias composições e arranjos musicais tendo também sido maestro de várias Bandas civis entre as quais a Banda da Lourinhã - sua terra natal.
Enquanto maestro da banda da Sociedade Filarmónica União Seixalense, dirigiu-a no disco que comemorou o centenário da coletividade, a 1 de junho de 1971, onde ficaram registadas as marchas Regresso de um Fuzileiro, Rio Sousa, Luís de Camões e Rio Lima, sendo um importante marco histórico, não só para a União Seixalense, mas também para o país, sendo poucas as filarmónicas a gravarem o seu repertório no século passado.
A Câmara Municipal da Lourinhã decidiu, após o seu falecimento atribuir o seu nome a uma das avenidas da sede do concelho.
Também a Associação Musical e Artística Lourinhanense, da qual foi fundador, lhe prestou homenagem, dando ao seu auditório o nome do maestro.

## Obras Musicais
- Em Férias - Marcha (1954)
- Érebo - Marcha (1955)
- Festas em Fá - Marcha
- Musica e Foguetes - Marcha dedicada aos amigos de Cinfães e Nespereira (Cinfães)
- Francisco de Fátima - Marcha Grave
- Botão de Âncora - Marcha Militar
- Fraternidade - Marcha de Desfile
- O Aprendiz - Marcha
- Aspirantíssimo - Marcha
- Nas Margens do Alcoa - Marcha
- Lísias - Marcha
- Another Day in Paradise (arranjo)
- Malhão de Cinfães (arranjo)
- Pop nº1 (arranjo)
- Cem Anos - Marcha dedicada ao centenário da Banda da Lourinhã (1978)

Estas obras encontram-se no Arquivo Musical da Banda da Lourinhã